# International Medieval Congress

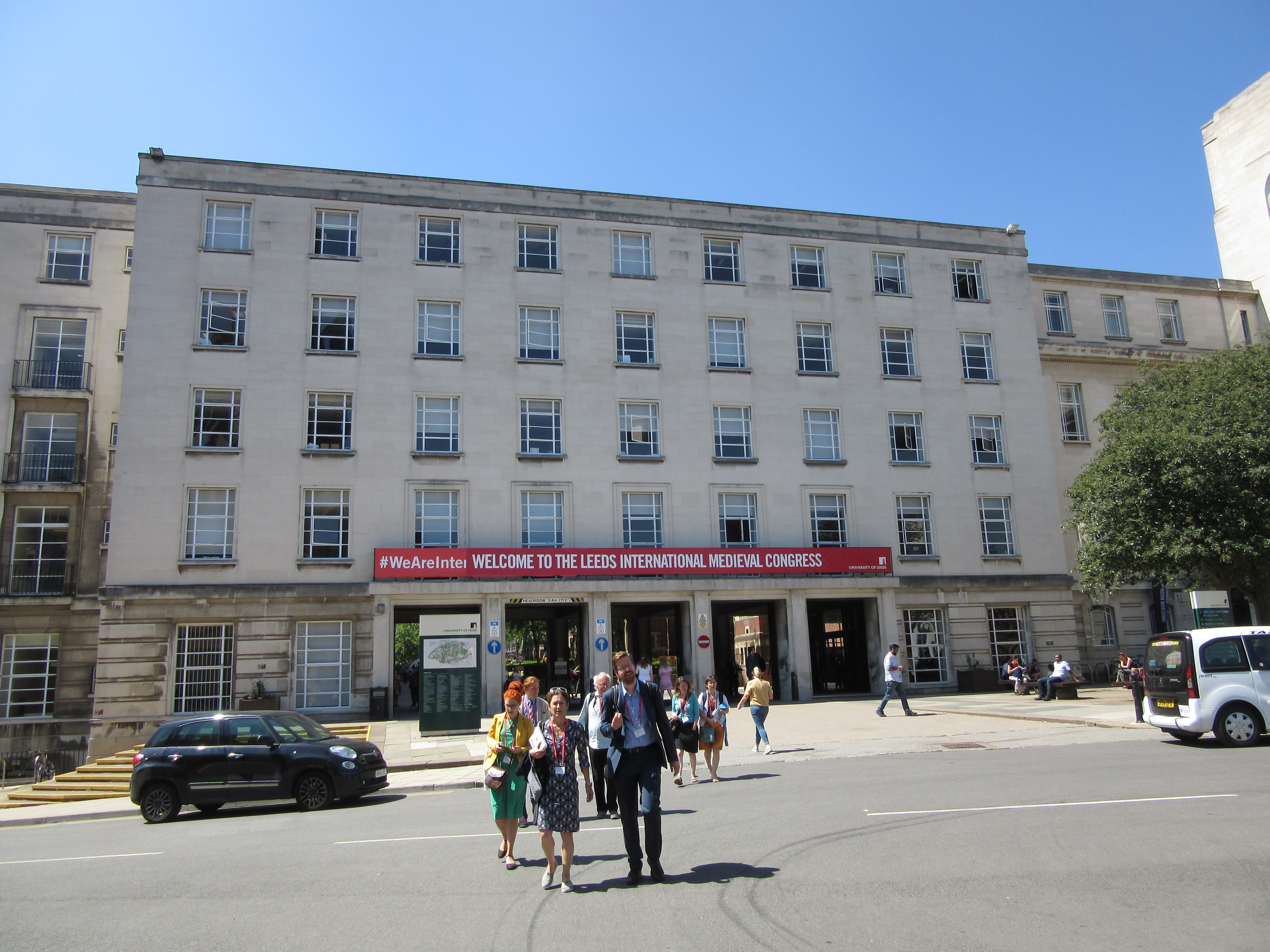
International Medieval Congress, 2018

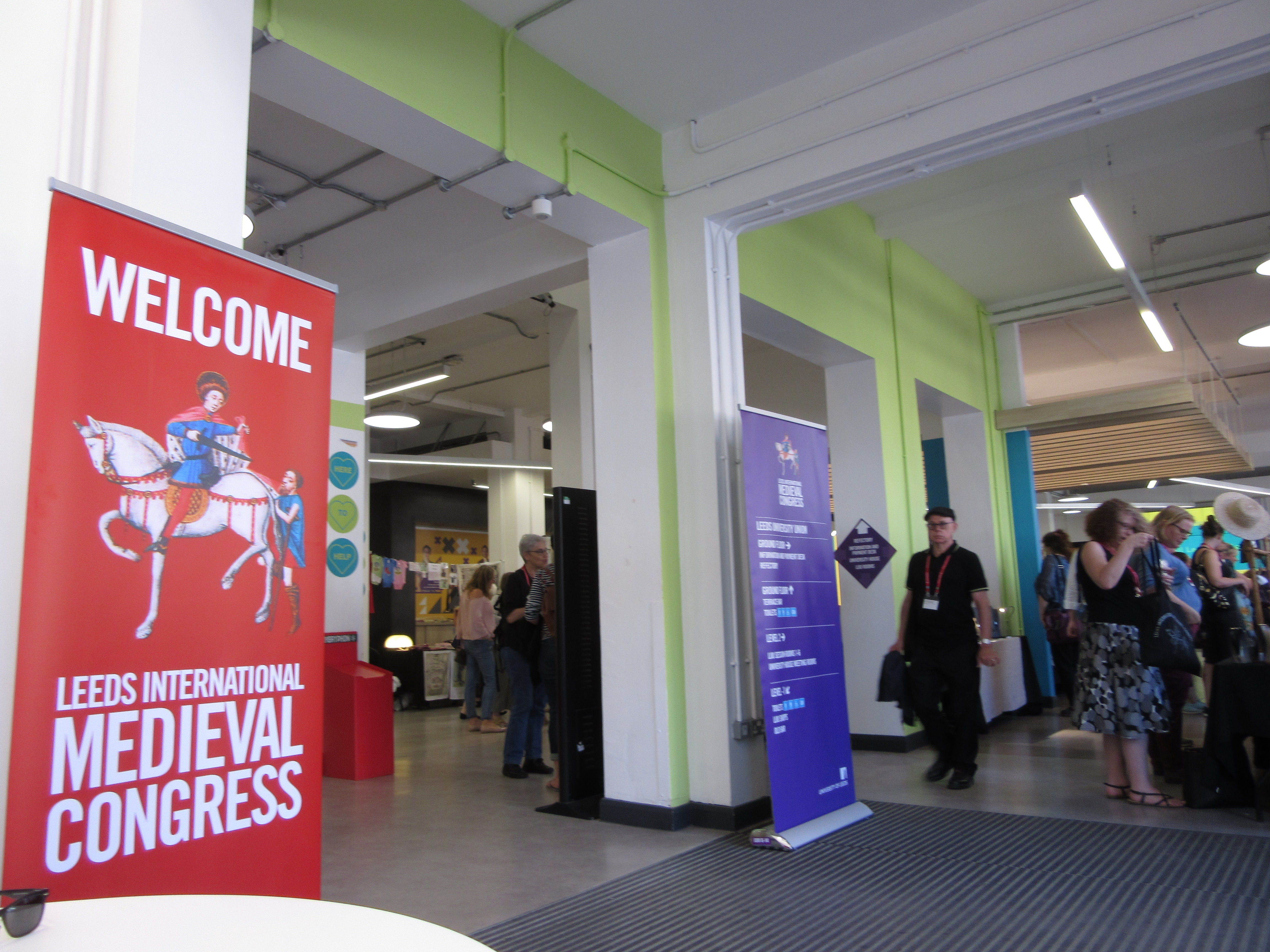
International Medieval Congress, 2018

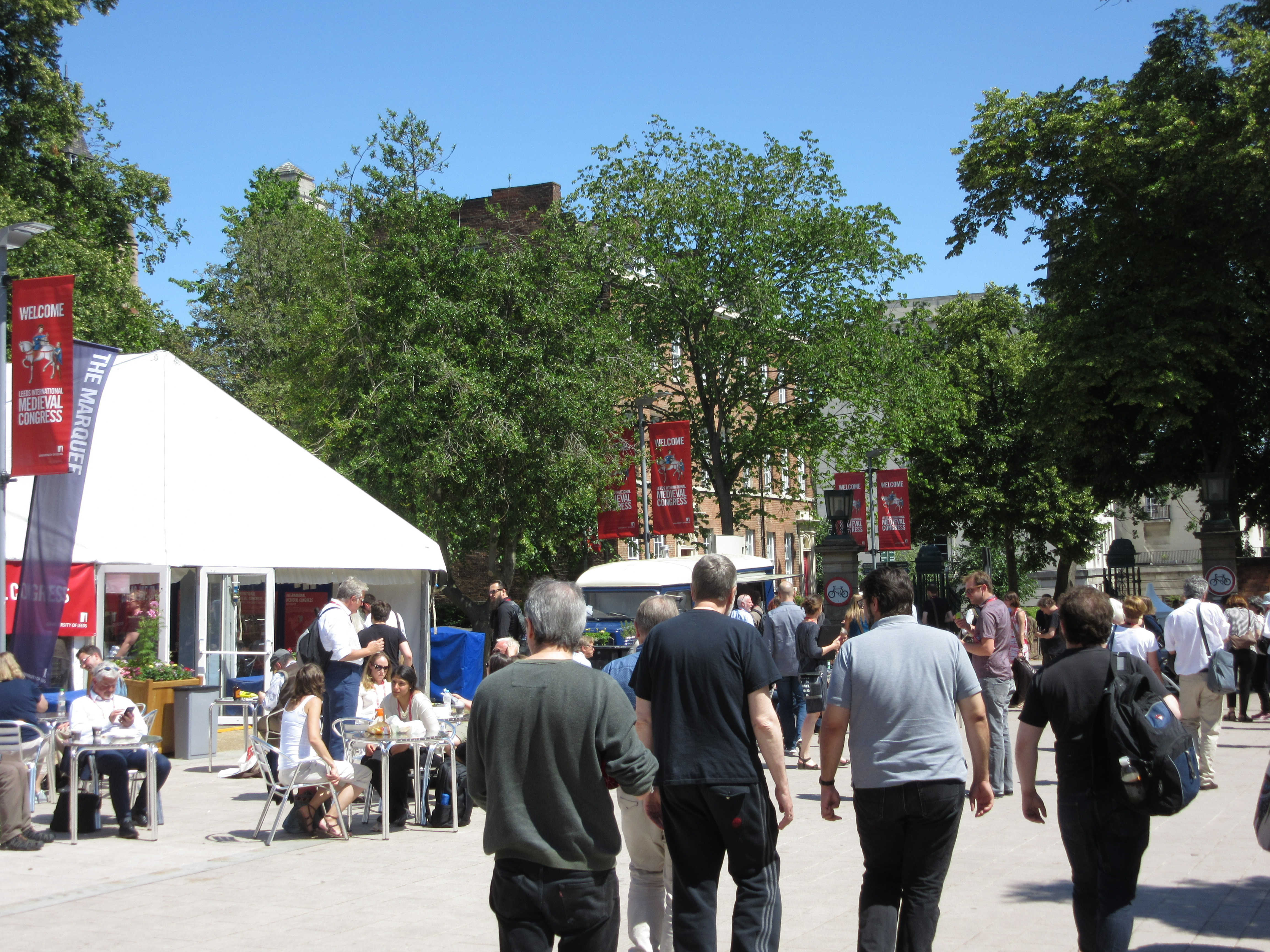
International Medieval Congress, 2018

Der International Medieval Congress ist eine jährliche wissenschaftliche Konferenz für Geisteswissenschaftler, deren Interesse auf dem Studium des Europäischen Mittelalters (500–1500) liegt. Sie wird organisiert und verwaltet vom Institute for Medieval Studies an der University of Leeds und findet Anfang Juli statt. Der Kongress ist die größte jährliche Konferenz für ein Fach in Großbritannien. Regelmäßig nehmen über 2000 registrierte Teilnehmer daran teil. Der 25. Kongress fand im Jahr 2018 zum Thema „Memory“ statt und wurde von über 2500 Sprechern besucht.
Von 1994 bis 2012 fanden die Veranstaltungen auf dem Gelände der Bodington Hall statt, der ehemals größten Residenz der Universität Leeds. Bodington Hall war 1961 eröffnet und 2013 geschlossen worden. Seit 2013 wird der Congress auf dem Campus der Universität Leeds gehalten.

## Ziele, Umfang und Teilnahme
Im Jahr 2023 kamen 2.648 Teilnehmende aus 60 Ländern, wobei über 65 Prozent der Teilnehmenden von außerhalb Großbritanniens kamen.

## Themen der bisherigen IMC
Der International Medieval Congress wurde erstmals im Jahr 1994 mit 849 Teilnehmern gehalten, teilweise um des 25. Jahrestags der International Medieval Bibliography zu gedenken. Jedes Jahr gibt es ein spezielles Thema unter dem der Congress ausgerichtet wird.  
- 1994: Gregory of Tours, in Erinnerung an den 1400. Todestag von Gregor von Tours[1]
- 1995: Crusades, in Erinnerung an den 800. Jahrestag des Beginns der Kreuzzüge
- 1996: Warfare
- 1997: Conversion
- 1998: Settlements
- 1999: Saints
- 2000: Time and Eternity
- 2001: Familia and Domus
- 2002: Exile
- 2003: Power and Authority
- 2004: Clash of Cultures
- 2005: Youth and Age
- 2006: Emotion and Gesture
- 2007: The Medieval City
- 2008: The Natural World
- 2009: Heresy and Orthodoxy
- 2010: Travel and Exploration
- 2011: Poor...Rich
- 2012: Rules
- 2013: Pleasure
- 2014: Empire
- 2015: Reform & Renewal
- 2016: Food, Feast & Famine
- 2017: Otherness
- 2018: Memory
- 2019: Materialities
- 2020: Borders (wegen der COVID-19-Pandemie virtuell abgehalten)
- 2021: Climates (wegen der COVID-19-Pandemie virtuell abgehalten)
- 2022: Borders (wegen der Covid-19-Pandemie Thema von 2020 wiederholt)
- 2023: Networks & Entanglements
- 2024: Crisis
- 2025: World of Learning